# Исакова, Евгения Леонидовна
Евге́ния Леони́довна Иса́кова (род. 27 ноября 1978, Ленинград) — российская легкоатлетка, чемпионка Европы в беге на 400 метров с барьерами. Мастер спорта международного класса. Выступала за спортивное общество «Динамо», на соревнованиях представляла Москву и Санкт-Петербург.

## Карьера
На чемпионате Европы в 2006 году участвовала в забеге на 400 метров с барьерами. Выиграла дистанцию, установив личный рекорд. На следующем чемпионате в финале стала 6-й, показав лучший личный результат в сезоне.
В 2005 году на чемпионате мира снялась с соревнований, а на следующем первенстве в финале заняла 6-е место.